# 飯沢もも
飯沢 もも（いいざわ もも、1984年9月9日 - ）は、日本の女優、元AV女優。
趣味：ネイルアート。AV女優になる前は、ギャル系雑誌の読者モデル。

## 略歴
- 2003年にAVデビュー。デビュー当時はギャル系の女優として活躍。
- 2005年にテレビドラマ『特命係長 只野仁』で女優としての活動を始める。
- 2006年5月いっぱいをもってAV女優を引退した。
- 引退後、ある店の店長として働いている事を同じ事務所に所属していた蒼井そらが自身のブログで明かした[1]。

## 作品

### アダルトビデオ
2003年
- 飯沢もも とれたてピーチ（12月19日、シャイ企画）

2004年
- ももCan!!（1月30日、シャイ企画）
- バーチャル妄想Diary（2月27日、シャイ企画）
- LessonM（3月26日、シャイ企画）
- Fetish Drop!!（4月30日、シャイ企画）
- Platinum Memorial（5月28日、シャイ企画）
- Gock'n Roll（6月4日、ワープエンタテインメント）
- ごっくん道場（7月3日、ワープエンタテインメント）
- 夏・VIP 〜通常版〜（8月6日、ワープエンタテインメント） - 共演：後藤まみ、今井つかさ
- 汁デレラ（9月3日、ワープエンタテインメント）
- 寸止め女教師ザーメン狩り（10月6日、ワープエンタテインメント）
- ザーメンハイスクール2（11月3日、ワープエンタテインメント）
- 超淫乱受付嬢の極エロ過激エスコート（12月1日、ドリームチケット）

2005年
- デジタルモザイク4本番（3月1日、MOODYZ）
- 男汁バイキング2 ギネス申請!!目指せ、世界一のゴックンエンジェル!（4月1日、MOODYZ）
- 使い捨てM奴隷20（5月1日、MOODYZ）
- 人格否定凌辱FUCK!（6月1日、MOODYZ）
- ザーメンパニッシャー〜傲慢女をぶっ潰せ!!〜（8月1日、監督/菊淋　MOODYZ）
- 黒人とザーメン、デジタルモザイク（9月1日、MOODYZ）
- アナル解禁!!（2005年10月6日、桃太郎映像出版）共演：舞乃るあ
- 黒人とゴックンと乱交（10月13日、MOODYZ）共演:ひな
- ハッスル淫語（11月3日、桃太郎映像出版）
- コスプレックス（12月2日、桃太郎映像出版）

2006年
- イカせ続けると女はどーなるのか?（1月1日、ワンズファクトリー）
- 癒してあげるね（1月4日、アロマ企画）
- 取締役痴女（1月5日、タカラ映像）
- 飯沢もものロリータMアナル（2月1日、ワンズファクトリー）
- レ・ズ・ビアン22（3月10日、U&K）共演：亜佐倉みんと
- PORNOGRAPH10（3月30日、グラフィス）- オムニバス形式作品、他出演：あいか、椎名まゆみ
- EROTIC BREATH 淫語マニアな女（4月6日、タカラ映像）
- ヌキ過ぎ!!ハーレム3時間（4月20日、ジェイモデル）共演：三津なつみ、真鍋あや、矢藤あき
- 誘惑ミセス vol.74（5月12日、U&K）
- 巨乳家庭教師2 先生の巨乳がエロすぎて僕…ガマンできない（5月12日、隼エージェンシー）他出演：ひかる、真鍋あや、華美月、遠山若菜、平山加奈
- 愛しのフェラチーオIII（5月12日、隼エージェンシー）他出演：さいとう真央、真鍋あや、田中美久、小林かすみ、星野つぐみ、松本亜璃沙、大沢莉央、葉山くみこ、宝生瑠璃、伊沢涼子、結衣美沙、五島セリ
- ツンデレ 新妻Version.（5月15日、ワープエンタテインメント）
- ウルトラデジモ&ウルトラ痴女（5月19日、クロス）
- 巨乳LOVEIII（6月12日、隼エージェンシー）他出演綾乃梓、ひかる、桃井りか、真鍋あや、小泉キキ、大沢莉央、平山加奈、国分まこ、華美月、瞳れん、杏、緒川さら、葉山くみこ、横山メグ
- フェラコレ2006夏（6月12日 隼エージェンシー）他多数出演
- 人気AV女優がマジ逆ナンパ（6月20日、イマージュ）共演：真鍋あや
- 人妻売買03 もも（6月23日、I.B.WORKS）
- Premiere Hip’vol.2（7月7日、U&K）
- こだわりの手コキ 4時間SP 40人のハンドメイド（7月10日 隼エージェンシー）他39名出演
- オナニスト 第14章（8月10日、隼エージェンシー）他多数出演
- やっぱ!中出しでしょ5 *12人の中出し姫*（2006年12月10日、隼エージェンシー）他11名出演

2007年
- 32人の乳もみインタビュー 4時間（2007年8月10日、トータル・メディア・エージェンシー（TMA））他31名出演

他

### イメージビデオ
- 真裸【MAPPA】（2004年4月30日、シャッフル）
- 裸体 marvelous（2005年9月30日、シャッフル） - 共演：三津なつみ、藍山みなみ、青木玲、涼果りん

### オリジナルビデオ
- 新・痴漢（秘）劇場〜猥らな肉芽いじり〜（2005年7月23日、竹書房） - 共演：三津なつみ、藍山みなみ
- 美少女カフェ お帰りなさい♥ご主人さま（2006年6月22日　ビデオメーカー） - 共演:きこうでんみさ、秋月まりん
- くノ一五人衆VS女ドラゴン軍団

## 出演

### テレビドラマ
- 特命係長 只野仁（テレビ朝日）第1シーズン第8話（2003年8月29日放送）
- 嬢王（2005年、テレビ東京） - 如月麗華 役
- 時効警察 第5話（2006年、テレビ朝日） - 夏川リナ 役
- 名奉行! 大岡越前 第5話（2007年、テレビ朝日） - 刺青の女 役
- 土曜ワイド劇場・女変装捜査官2（テレビ朝日）

### バラエティー
- 志村&鶴瓶のあぶない交遊録（テレビ朝日）

### ピンク映画
- 未亡人の性 熟女の渇き（2005年、レジェンド・ピクチャーズ） - 主演：イヴ
- 白夜蝶（2006年8月4日、インターフィルム） - 共演：真田ゆかり、星野つぐみ